# Kanaba
Stowarzyszenie na rzecz Racjonalnej i Efektywnej Polityki Narkotykowej KANABA – organizacja należącą do ogólnoeuropejskiej sieci organizacji ENCOD zajmującej się analizowaniem, monitorowaniem oraz kontrolowaniem prowadzonych polityki narkotykowej w poszczególnych państwach Europy. Celem Kanaby jest zmiana prowadzonej w Polsce polityki narkotykowej i legalizacja używania niektórych narkotyków.

## Cele stowarzyszenia
Stowarzyszenie dąży do:
- Zalegalizowanie posiadania oraz sprzedaży w wyznaczonych miejscach zwanych Coffee Shopami marihuany i haszyszu, tymczasowo utworzenie tzw. Cannabis Social Club.
- Zalegalizowanie stosowania preparatów pochodzących z konopi oraz innych narkotyków, takich jak LSD czy MDMA, w medycynie.
- Zalegalizowanie uprawy roślin z gatunku cannabis.
- Ułatwienie stosowania konopi w przemyśle.
- Redukcji szkód spowodowanych przez używanie narkotyków[potrzebny przypis].

## Historia
Od 2000 roku KANABA działała jako nieformalna organizacja „Ruch na rzecz legalizacji konopi Kanaba”. W tym czasie zorganizowała wiele demonstracji oraz innych akcji mających na celu uświadomienie polskiego społeczeństwa w sprawach związanych z narkotykami, a także legalizację konopi indyjskich w Polsce.
Od 2003 Ruch ten organizuje Million Marijuana March (MMM) w Polsce pod nazwą Marsz Miliona Blantów bądź Globalna Parada Legalizacyjna.
W 2005 roku z nieformalnej organizacji przerodziła się w stowarzyszenie, działające od tego czasu pod nazwą „Stowarzyszenie na rzecz Racjonalnej i Efektywnej Polityki Narkotykowej KANABA”, co poszerzyło możliwości jej działania. 12 listopada 2005 roku odbyło się pierwsze walne zgromadzenie, podczas którego został wybrany zarząd oraz ustalono plan działania na najbliższy okres.
27 lutego 2006 na stronie internetowej Hyperreal pojawiła się informacja o zakończeniu akcji Kanaba.